# 瓦器樂團
瓦器樂團（Earthen Vessel）1970年成軍於美国密西根，是一支美國迷幻搖滾樂團。

## 樂團成員
- Dave Caudill（吉他手）
- Leon Morton（主唱）
- Walter Ballard
- Eddie Johnson（鼓手）
- John Sprunger（貝斯手）
- Sharon Keel
- Ken Fitch（鍵盤手）

## 音樂作品

### 錄音室專輯
- Hard Rock: Everlasting Life (1971)
- Earthen Vessel" (1999)